# Ministero della cultura (Russia)
Il Ministero della cultura della Federazione russa (in russo Министерство культуры Российской Федерации; Минкультуры России?) è un dicastero del governo russo responsabile della politica statale in ambito culturale, artistico, cinematografico, archivistico e per le questioni inter-nazionali. Le responsabilità del ministero includono la censura dei film anti-russi.

## Struttura
È stato istituito il 2 maggio 2008 sulla struttura del preesistente Ministero della cultura e dei mass media (Министерство культуры и массовых коммуникаций Российской Федерации). In passato, il Ministero della Cultura è stato attivo con questo nome anche nei periodi 1953-1992 e 1992-2004 (mentre tra marzo e settembre 1992 il ministero era noto come Ministero della Cultura e del Turismo (Министерство культуры и туризма Российской Федерации). Tra le sue strutture subordinate vi sono:
- Servizio federale per la supervisione sulla cultura (Федеральная служба по надзору за соблюдением законодательства в области охраны культурного наследия; Росохранкультура), sciolto nel 2011.
- Agenzia federale per gli archivi (Федеральное архивное агентство; Росархив)

## Elenco dei ministri della cultura
| N° | Ministro           | In carica                       | Partito      |
| -- | ------------------ | ------------------------------- | ------------ |
| 1° | Aleksandr Avdeev   | (12 Maggio 2008-21 marzo 2012)  | Russia Unita |
| 2° | Vladimir Medinskij | (21 marzo 2012-21 Gennaio 2020) | Russia Unita |
| 3° | Ol'ga Ljubimova    | (21 Gennaio 2020-In carica)     | Russia Unita |